# Schistidium subpraemorsum
Schistidium subpraemorsum är en bladmossart som beskrevs av Brotherus in Herzog 1916. Schistidium subpraemorsum ingår i släktet blommossor, och familjen Grimmiaceae. Inga underarter finns listade i Catalogue of Life.